# 沈家本故居
39°53′45″N 116°21′56″E / 39.895878°N 116.365622°E
沈家本故居，位于北京市西城区上斜街金井胡同1号，是清朝大臣、法学家沈家本的故居。

## 历史
金井胡同1号是沈家本故居。沈家本曾在诗中描写他这处家：“也有三竿并两竿，闲中对此念家山。檀乐疏影出墙头，风雨潇潇户自关。”这座故居原本是废弃的吴兴会馆，沈家本买下后经修整，为三进院落。1905年，沈家本在院子东侧建起一栋两层的木质小楼，即后“枕碧楼”，楼中曾藏书五万多卷，沈家本将该楼作为书斋，在此撰写出许多著作，完成了《刑统赋解》、《粗解刑统赋》、《刑统赋疏》的整理，也完成了其最后一部著作《汉律摭遗》。清末民初的许多名人，如清朝帝师陈宝琛，以及袁世凯、段祺瑞、徐世昌、汪大燮、陈英士、胡惟德、王宠惠等政要，还有冈田朝太郎、松冈正义、志田钾太郎、小河滋次郎、伍廷芳、俞廉三、许世英、董康、江庸、杨度等修律时的官员与学者都曾来这里拜访沈家本。
中华民国时期，沈家人迁离故居。中华人民共和国成立后，人民政府将该院作为直管公房，供普通居民居住。到2010年代，院落早已成为大杂院。
1990年，沈家本故居被公布为北京市宣武区文物保护单位。2012年，西城区人民政府重新装了北京市西城区文物保护单位标志牌。
2014年，西城区编制“十三五”文物保护行动计划，第一次提出要成主题、有规模地实施文物腾退。会馆和名人故居类文物被列为重点，政府拥有产权的直管公房类文物先行试验。沈家本故居既是名人故居，又是直管公房，所以成为首批腾退项目之一。沈家本故居所在的“宣西北”棚户区按照居民自愿腾退疏解的政策加以改造。文物部门结合“十三五”文物保护行动计划提出，棚改区内的文物必须先行腾退。“宣西北”棚户区有沈家本故居、杨椒山祠、东莞会馆、太原会馆、龚自珍故居5处文物保护单位。西城区与最高人民法院合作制定了沈家本故居腾退方案，西城区文委决定，由最高人民法院指定的专业机构负责沈家本故居的管理使用及运营维护，将故居建成中国法制名人博物馆，对外开放。
沈家本故居原由46户居民承租使用。2015年，最高人民法院和西城区决定对沈家本故居进行修缮、保护和利用。腾退工作于2015年启动，2016年8月完成，历时10个月。随后在2017年用5个月时间完成了近70年来的首次修缮。修缮完成后，中华司法研究会利用故居布置了展览，展览分四部分，分别展示了沈家本生平、清末修律情况、沈家本及其思想对中国法律现代化的影响、沈家本研究的情况。部分展厅还原了沈家本的生活场景。2018年1月9日，沈家本故居正式对外开放，最高人民法院院长周强、副院长张述元、陶凯元参观。

## 建筑
沈家本故居坐北朝南，三进院落，占地面积1703.38平方米，文物建筑面积1014.85平方米。
故居的正房是穿堂三间，西耳房三间，东耳房是五间二层小楼，该小楼是沈家本在光绪三十一年建的藏书楼，自题名“枕碧楼”。